# Вулиця Володимира Панченка
Вулиця Володимира Панченка — вулиця у Кропивницькому.
Пролягає від вулиці Шевченка до площі Богдана Хмельницького. Вулицю перетинають вулиці Дворцова, Віктора Чміленка, Тараса Карпи, Гоголя.

## Історія
Вулиця виникла на поч.XIX ст. як «Інгульська», пролягала від Інгулу в бік вул. Олексіївської.
10-11 квітня 1841 року відбулася величезна повінь і Інгул затопив усі прибережні частини міста (так, вул. В. Перспективну затопило аж до нинішньої міськради). В тій повені загинуло 20 осіб, було змито багато будинків. Зокрема, припинили існування прилеглі до річки частини вулиць Інгульської, Миргородської та Іванівської — тут утворився пустир. Після спрямлення 1850 року русла Інгулу частину вул. Інгульської було названо Острівською.
1879 року перший квартал вулиці було замощено каменем тротуар — для зручності вихованців гімназії.
У 1925 році вулиця отримала назву Декабристів. Сучасна назва — з 2020 року.

## Транспорт

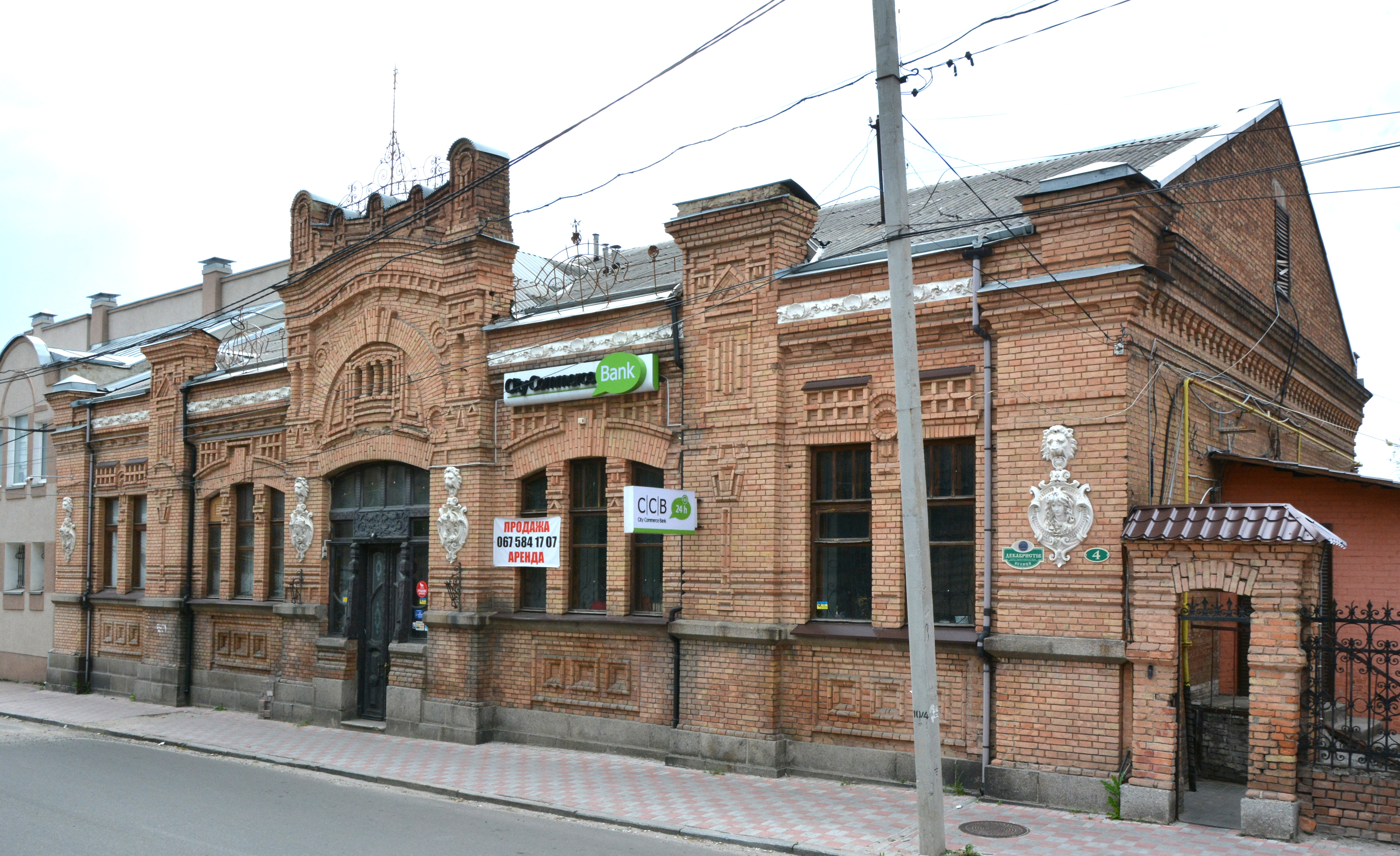
будинок № 4

- Маршрутне таксі № 118

## Об'єкти
- буд. № 6/15 — обласна бібліотека для юнацтва.
- буд. № 9 — Центральне відділення Ощадбанку.
- буд. № 4 — Центральне відділення Родовід Банку

## Галерея

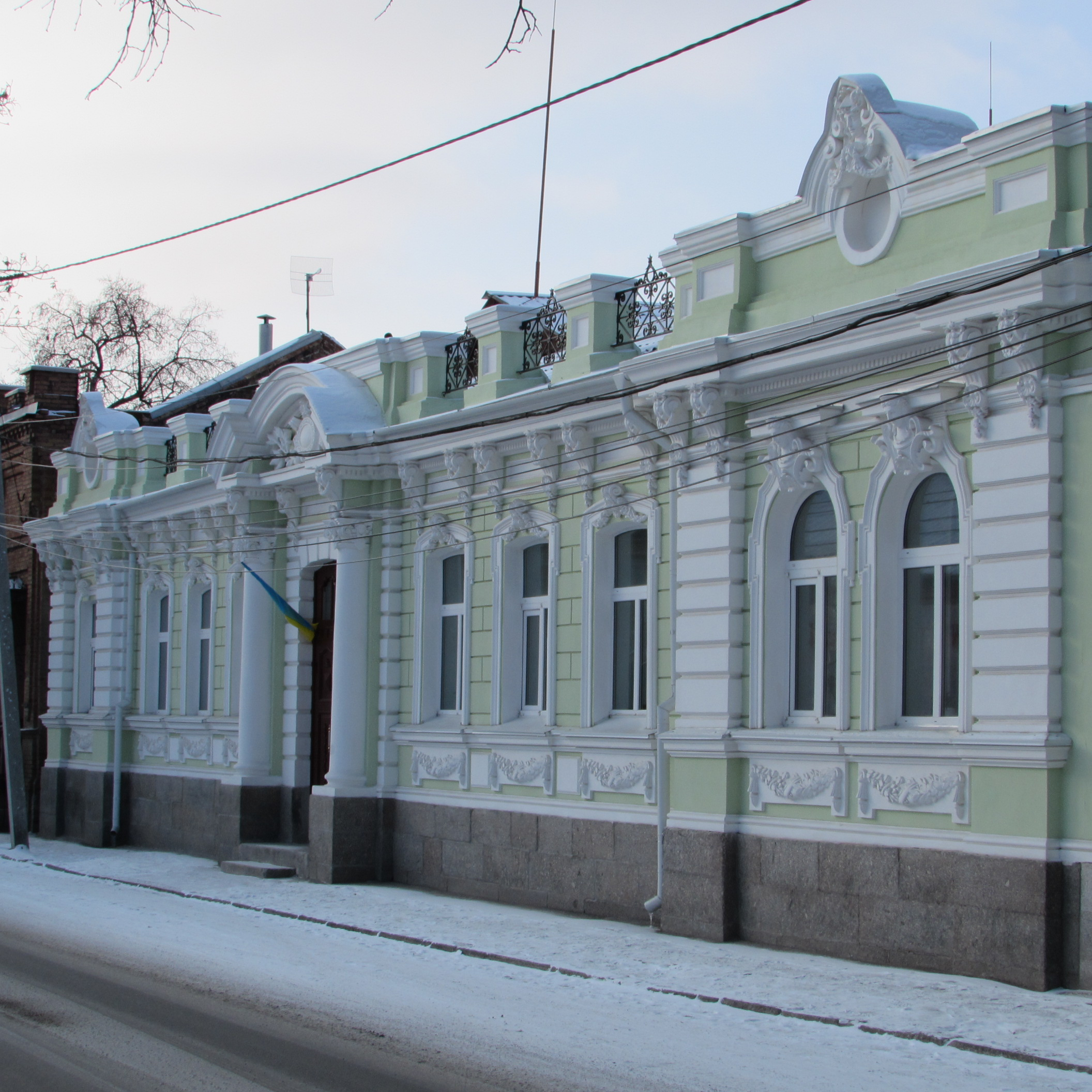
Володимира Панченка, 14
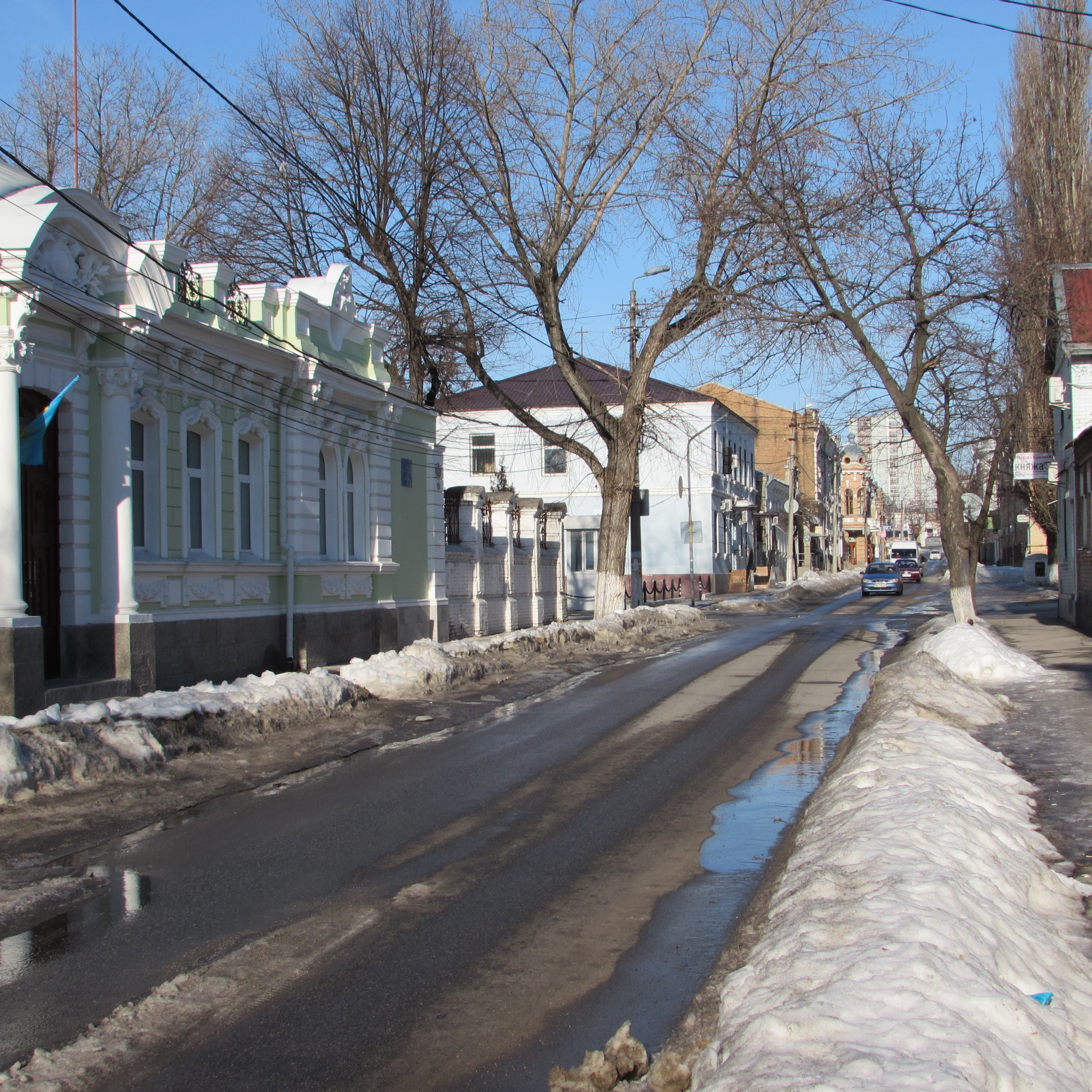
Вулиця Володимира Панченка

## Джерело
- Матівос Ю. М. Вулицями рідного міста, Кіровоград: ТОВ «Імекс-ЛТД», стор. 27-28